# Syllepte mimalis
Syllepte mimalis is een vlinder van de familie van de grasmotten (Crambidae). De wetenschappelijke naam van deze soort is voor het eerst voorgesteld als Erilusa mimalis door Cajetan Freiherr von Felder, Rudolf Felder en Alois Friedrich Rogenhofer in een publicatie uit 1875.
De soort komt voor in Guatemala.